# Prince Louis Football Club
O Prince Louis Football Club é um clube de futebol com sede em Bujumbura, Burundi. A equipe compete no Campeonato Burundiano de Futebol.

## História
O clube foi fundado em homenagem ao herói nacional o príncipe Louis Rwagasore.